# Masahiro Momitani
Masahiro Momitani (籾谷 真弘 Momitani Masahiro?, nacido el 2 de junio de 1981 en Osaka) es un exfutbolista japonés. Jugaba de defensa y su último club fue el AC Nagano Parceiro de Japón.

## Trayectoria

### Clubes
| Club               | País  | Año         |
| ------------------ | ----- | ----------- |
| Cerezo Osaka       | Japón | 2000 - 2001 |
| Thespa Kusatsu     | Japón | 2002 - 2006 |
| AC Nagano Parceiro | Japón | 2007 - 2012 |